# Nelson Zelaya
Nelson Fabián Zelaya Ramírez (Asunción, 9 luglio 1973) è un ex calciatore paraguaiano, di ruolo difensore.

## Palmarès

### Club

#### Competizioni internazionali
- Coppa Libertadores: 1

Olimpia: 2002
- Recopa Sudamericana: 1

Olimpia: 2003